# The Melting Pot
The Melting Pot er en amerikansk stumfilm fra 1915.

## Medvirkende
- Walker Whiteside som David Quixano.
- Valentine Grant som Vera Ravendal.
- Fletcher Harvey som Baron Ravendal.
- Henry Bergman som Mendel Quixano.
- Julia Hurley som Frau Quixano.